# John Bauerleden
John Bauerleden är en 50 km lång vandringsled mellan Gränna och Huskvarna, där den ansluter till IKHP-stugan i Norra Klevaliden. Leden har kallats "den vackraste vägen mellan Gränna och Huskvarna" och passerar utsiktsplatsen på Målakulle.